# Rough Justice (chanson)
Singles de The Rolling Stones
Sympathy for the Devil (remix)
(2003) Rain Fall Down
(2005)
Rough Justice est une chanson du groupe de rock britannique The Rolling Stones parue en single double-face A avec Streets of Love le 22 août 2005 peu de temps avant la sortie de l'album A Bigger Bang dont elle est extraite.

## Historique
Écrite par Mick Jagger et Keith Richards, Rough Justice est une chanson réalisée en collaboration par le tandem à l'intar de beaucoup de leur récentes compositions. Keith Richards explique en 2005 l'inspiration ayant conduit à l'écriture de la chanson : 
« Cela m'est venu dans mon sommeil. C'est presque comme Satisfaction. Oui, je me suis presque réveillé et j'ai dit:" Où est ma guitare? " Parfois, vous rêvez d'un riff, vous savez ? Je devais me lever, et c'est vraiment difficile de me relever. Une fois que je descends, je descends, vous savez ? Mais, je veux dire, c'est seulement une chanson qui pourrait me faire et commence à courir dans la pièce : « Où est ma guitare, où ai-je mis ma guitare avant de l'oublier ? » Je ne me souviens pas souvent des rêves, seulement quand ils sont musicaux. »
Un rock simple, mais qui met en scène une longue histoire d'amour, de haut en bas, entre le chanteur et le sujet :
« Une fois tu étais mon petit poussin, maintenant tu es devenu un renard ; Il était une fois j'étais ton petit coq, mais maintenant je ne suis qu'une de tes bites. »
« C'est une justice grossière, oh ouais, nous n'avons jamais pensé que c'était risqué ; C'est une justice grossière, mais tu sais que je ne te briserai jamais le cœur ; Tu te sens lâche et vigoureux, donc si tu me veux vraiment, ouais, c'est une justice grossière ; Et tu sais que je ne te briserai jamais le cœur. »
L'enregistrement a commencé dans la résidence de Mick Jagger au château de la Fourchette à Posé sur Cisse en France, puis est retravaillée dans divers studios à Los Angeles en juin 2005.

## Parution et réception
Rough Justice est sorti en single double face A avec Streets of Love le 22 août 2005. Il se classe au 15e rang au Royaume-Uni. Aux États-Unis, la chanson s'est classé 25e au classement rock et cinquième sur le classement Adult Alternative Songs.
Le critique musical Robert Christgau a applaudi la chanson comme « une expression étonnamment ironique / acerbe du don musical de Jagger et de ses limites romantiques ».
La chanson a été largement interprétée par les Stones lors de leur tournée A Bigger Bang et figure sur leur dernier DVD de concert, The Biggest Bang. C'était aussi l'une des trois chansons jouées par les Stones lors de l'émission à la mi-temps du Super Bowl XL, bien que le mot "cocks" ait été censuré lors de l'émission ABC.

## Classements
| Chart (2005)                           | Peak position |
| -------------------------------------- | ------------- |
| UK Singles (OCC)                       | 15            |
| US Mainstream Rock (Billboard)         | 25            |
| US Adult Alternative Songs (Billboard) | 5             |